# 100 av. J.-C.
Cette page concerne l'année 100 av. J.-C. du calendrier julien proleptique.

## Événements
- 30 octobre 101 av. J.-C. (1er janvier 654 du calendrier romain) : début à Rome du consulat de Lucius Valerius Flaccus et Caius Marius (pour la sixième fois au mépris de la loi de la République romaine)[1].
  - Saturninus, de nouveau tribun de la plèbe, reprend son projet de loi agraire en faveur des vétérans de Marius. Il s'agit de leur distribuer des terres en Gaule cisalpine. Le vote de la loi provoque des troubles entre les citoyens ruraux, favorables à la loi, et ceux de la ville. La plèbe urbaine prend le parti de Metellus Numidicus, attaque les partisans de Saturninus qui résistent et font approuver la loi. Metellus refuse de signer la loi et est expulsé du Sénat, puis condamné à l'exil par les consuls[2].
- 10 décembre du calendrier romain (date probable)[3] : le candidat au consulat Glaucia, partisan de Saturninus, fait assassiner son compétiteur, Caius Memmius. Le Sénat romain vote le « senatus consultum ultimum », la loi martiale qui donne aux consuls le droit de condamner sans appel des citoyens, et l’utilise contre Saturninus et Glaucia. Marius laisse massacrer ses anciens alliés sur le Capitole. Leurs lois sont abrogées, à l’exception de celle condamnant Metellus à l’exil[1].

- Alexandre Jannée prend Gadara en Transjordanie après dix mois de siège, puis Amathonte[4]. Théodore, fils de Zénon, tyran grec de Philadelphie, le surprend et récupère tous ses biens après avoir tué 10 000 Juifs. Peu après, Alexandre Jannée se tourne vers la côte : après avoir pris Raphia et Anthédon, il assiège Gaza (97 av. J.-C.)[5].

## Naissances en 100 av. J.-C.
- 12 juillet du calendrier romain : Jules César († 15 mars 44 av. J.-C.)
- Cornélius Népos, écrivain latin  (date approximative)
- Spartacus († 71 av. J.-C.)

## Décès
- 10 décembre : Saturninus et Glaucia, hommes politiques romains, chefs du parti des populares.